# Walther Leonhard Wangerin
Walther Leonhard Wangerin ( 15 de abril de 1884, Halle (Sajonia-Anhalt) - 19 de abril de 1938 , Danzig) fue un botánico alemán.
Wangerin trabajó en la obra Das Pflanzenreich (El reino vegetal) de Heinrich Gustav Adolf Engler, 1910, con las familias Garryaceae, Nyssaceae, Alangiaceae, Cornaceae.

## Otras publicaciones
- 1906. Die Umgrenzung und Gliederung der Familie der"Cornaceae". Disertación. 92 pp.

## Honores
- Miembro de Leopoldina[1]

### Epónimos
Género
- (Caryophyllaceae) Wangerinia E.Franz 1908[2][3][4]

Especies
- (Bromeliaceae) Catopsis wangerinii Mez & Wercklé[5]

- (Haloragaceae) Laurembergia wangerinii Schindl.[6]

- (Phytolaccaceae) Seguieria wangerinii H.Walter[7]

- La abreviatura «Wangerin» se emplea para indicar a Walther Leonhard Wangerin como autoridad en la descripción y clasificación científica de los vegetales.[8]